# اهتم
اهتم (به لاتین: Ahtme) یک سکونتگاه مسکونی در استونی است که در کوتلا-یاروه واقع شده‌است.

## خصوصیات
اهتم ۱۷٬۲۵۲ نفر جمعیت دارد.